# Kaziónnoie Seló
Kaziónnoie Seló (en rus: Казённое Село) és un poble de l'óblast de Leningrad, a Rússia, pertany al districte rural de Boksitogorski. El 2017 tenia 5 habitants.